# Piper lancifolium
Piper lancifolium är en pepparväxtart som beskrevs av William Hamilton. Piper lancifolium ingår i släktet Piper och familjen pepparväxter. Inga underarter finns listade i Catalogue of Life.